# Deci Albí Cecina
Deci Albí Cecina (en llatí Decius Albinus Caecina) va ser un poeta satíric romà que va florir sota els emperadors Arcadi i Honori.
Va ser prefecte de la ciutat l'any 302. Pels seus dots poètics va ser considerat anomenat el Lucili del seu temps. Podria ser l'autor d'alguns epigrames de l'antologia grega que haurien estat assignats erròniament a Gai Lucili.